# Eduardo Pelayo
Eduardo Pelayo Fernández (c. 1850-1901) fue un pintor español del siglo XIX.

## Biografía
Pintor natural de Casablanca (Cuba), fue discípulo en Madrid de Emilio Sala. Presentó en la Exposición Nacional de 1876 Un soldado abandonado en el campo; en las celebradas más adelante por los señores Hernández, Bosch y la Sociedad La Acuarela expuso Un idilio, Crepúsculo, Una bailadora, Meditación y varios paisajes. Pelayo, que fue gran amigo del también pintor Casimiro Sainz, falleció en 1901.